# Las Veguillas
Las Veguillas è un comune spagnolo situato nella comunità autonoma di Castiglia e León.